# Seven of Nine
Seven of Nine är en rollfigur i Star Treks universum, som porträtteras av Jeri Ryan i TV-serierna Star Trek: Voyager och Star Trek: Picard.

## Biografi
Seven of Nine föddes som Annika Hansen, dotter till Magnus och Erin Hansen, i Tendarakolonien den 14 juni 2348 (Stjärndatum: 25479). Annikas föräldrar arbetade som exobiologer ombord på rymdskeppet USS Raven och sökte efter Borgerna som på den tiden var föga känd för Federationen. Annika Hansen assimilerades in i Borgkollektivet som 6-åring men blev som vuxen en av de första borgerna som återgavs sin fria vilja.